# Burattino

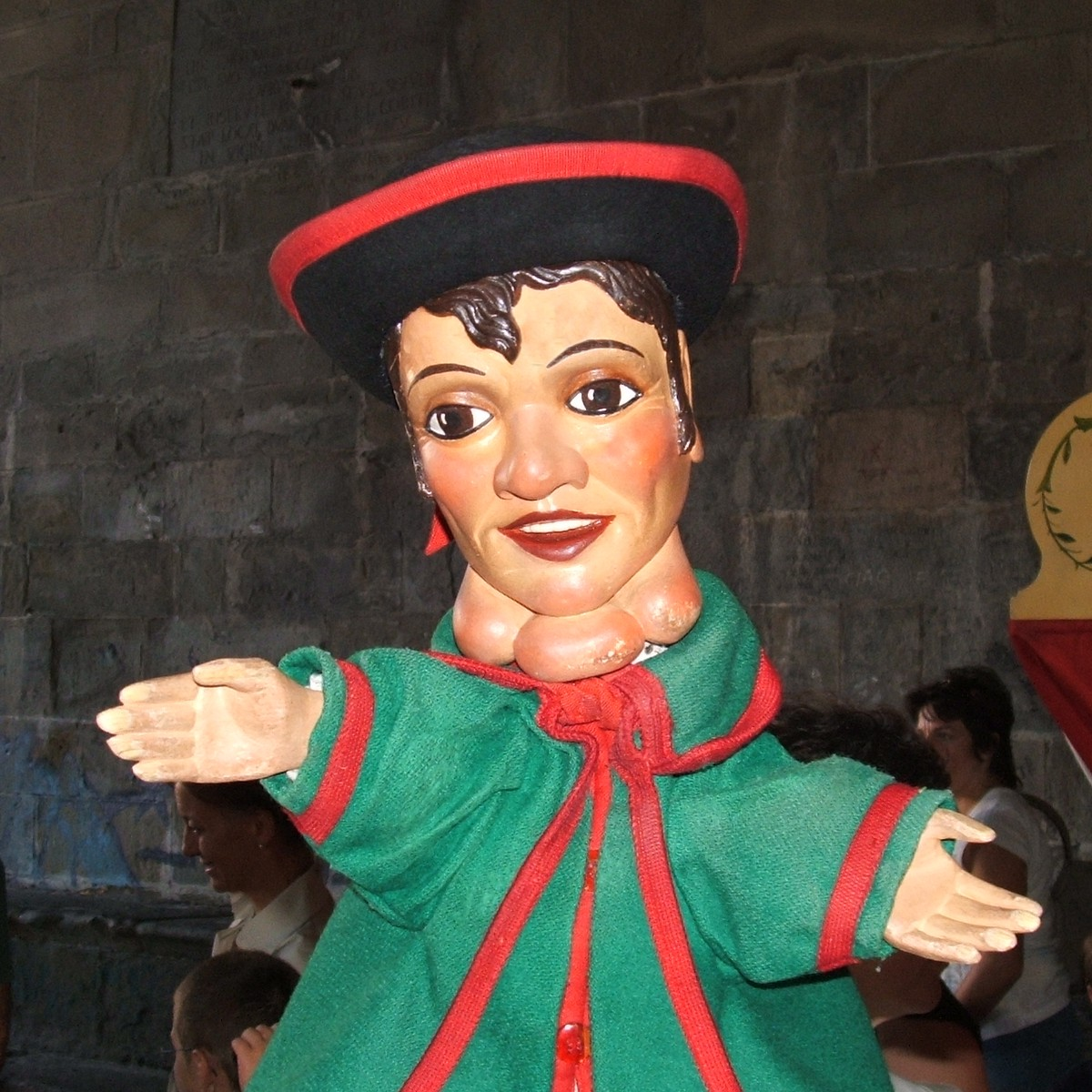
Gioppino, burattino bergamasco scolpito dal burattinaio Daniele Cortesi

Il burattino è un tipo di pupazzo con il corpo di pezza e la testa di legno o altro materiale che compare in scena a mezzo busto, mosso dal basso, dalla mano del burattinaio, che lo infila come un guanto.
Lo spettacolo dei burattini è generalmente rappresentato all'interno di un casotto di legno, detto castello.
Il burattino viene spesso confuso con la marionetta, che è un altro tipo di pupazzo, in legno o altro materiale, che a differenza del burattino compare in scena a corpo intero ed è solitamente mosso dall'alto tramite dei fili.
Pinocchio, che secondo la terminologia moderna una marionetta, fu chiamato dal suo autore Carlo Collodi "burattino di legno" poiché all'epoca della scrittura del romanzo ("Le avventure di Pinocchio", nel 1881) si usava il termine "burattino" per indicare un fantoccio mosso dai fili, mentre il termine "marionetta" era di scarso uso popolare ed era stato snobbato da alcuni scrittori dell'epoca perché veniva considerato un "francesismo". Con il tempo i termini "burattino" e "marionetta" sono cambiati e Pinocchio oggi è da classificare come una marionetta (che nella storia originale si muove senza fili come un automa).

## Etimologia del termine

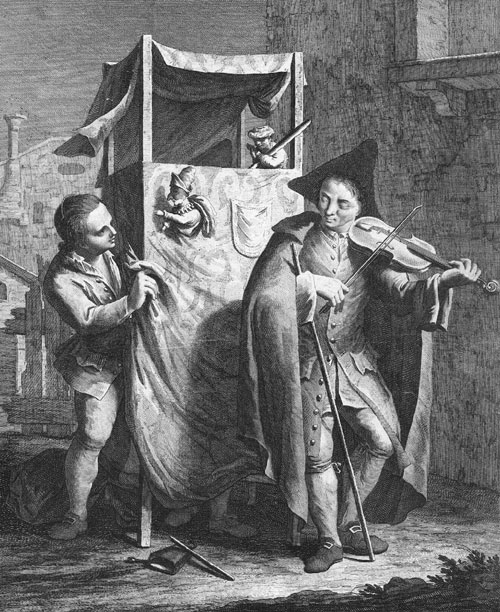
Un antico teatro dei burattini

Il nome burattino si afferma nel Cinquecento (altre forme sono: capocciello, fracurrado, fantoccino). Deriva presumibilmente da Burattino, uno zanni della commedia all'improvviso, che a sua volta doveva il suo nome al mestiere dei buratini, cioè i setacciatori (abburattatori) di farina, che usavano lavorare con movimenti ritmici e ripetitivi.
Dal XIV secolo il termine viene usato anche per indicare la veste degli attori dalla testa di legno ed in seguito per gli stessi fantocci. L'etimologia di burattino da buratto inteso come "veste" non è corredata da nessuna prova, se non dall'opinione espressa nell'Ottocento da Yorick, pseudonimo di P.C. Ferrigni, giornalista della Nazione, che unì entusiasmo e molta fantasia nel comporre il suo Storia dei Burattini (Firenze 1884). Nelle aree dove la tradizione è ancora viva tale accessorio è chiamato "sottoveste", "vestina" e mai "buratto".

## Caratteristiche
Il burattino si compone sostanzialmente da tre parti, identificabili in testa, mani e veste. Il materiale con il quale sono fabbricate le teste è solitamente leggero: cartapesta, stoffa, legno cavo, creta. L'interno della testa è cavo per permettere l'introduzione delle dita che sorreggono il fantoccio: in Italia, tuttavia, alcuni burattini la cui testa è costruita in materiale pesante come legno pieno o gesso, posseggono una maniglia posta all'interno della veste che permette all'animatore di impugnare il burattino non dall'interno della testa ma dall'apposita appendice. I burattini fatti in questo modo hanno una attaccatura delle mani del pupazzo posta più in basso per permettere all'anatomia della mano umana di adattarvisi. In più, i burattini femminili sono solitamente privi della veste cava ma vengono animati dal basso con l'aiuto di un bastone: hanno per questo meno mobilità dell'antagonista maschile.
L'impugnatura del burattino avviene infilando il dito indice nel cavo della testa ed il pollice ed il medio nelle due braccia. In alternativa al medio, si può usare il dito mignolo.
La veste può essere all'italiana, alla russa, alla lionese, alla tedesca, alla inglese o alla jugoslava, a seconda del genere. Il burattino, avendo una discendenza meno nobile della marionetta ed essendo indirizzato ad un pubblico popolare, possiede pochi tratti caratteristici che ne consentono l'identificazione: sarà così che i diavoli avranno la veste completamente rossa, le principesse celeste, Pulcinella bianco, dottori e giudici nero eccetera. Poche suppellettili garantiranno a loro volta la riconoscibilità del fantoccio: la spada per il cavaliere, la corona per il re e così via.

## Differenze dalla marionetta
Fin dalle origini si può distinguere la diversità tra questi due fondamentali generi del teatro di figura: nobili e religiose per la marionetta, umili e popolari per il burattino. Mentre la prima  imita l'uomo, simulandone i gesti e addirittura lo supera in ciò che l'attore per sua natura non può compiere, il secondo rappresenta una sorta di caricatura della personalità umana e trova il suo ruolo - comico o tragico – nella propria irruenza fisica e verbale.
Diverso è anche il rapporto che intercorre con l'animatore: mentre la marionetta è manovrata a distanza, grazie all'ausilio di un complicato congegno meccanico composto da una crociera e dei fili, il burattino è a contatto diretto con l'uomo, che gli trasmette una fisicità immediata. Il movimento della prima sarà quindi aereo e lieve, costantemente teso alla ricerca della perfezione, mentre il secondo, più nervoso ed impulsivo, rispecchierà direttamente la sensibilità dell'animatore. Come dice il burattinaio parmigiano Italo Ferrari: